# Beni Djellil
Beni Djellil è un comune dell'Algeria, situato nella provincia di Béjaïa.